# فرانك وايتهيد
فرانك وايتهيد (بالإنجليزية: Frank Whitehead)‏ هو سياسي أمريكي، ولد في 2 يوليو 1892 في أثينا في الولايات المتحدة، وتوفي في 16 مايو 1976 في جاكسونفيل في الولايات المتحدة. حزبياً، نشط في الحزب الديمقراطي.